# Halima Cisse
Halima Cisse (Tombouctou, Mali, 1996) és una dona maliana que el maig del 2021 donà a llum 9 nadons en una clínica privada del Marroc, la clínica Ain Borja de Casablanca, on l'havien evacuat des del seu país perquè pogués rebre una atenció sanitària millor tenint en compte que es tractava d'un embaràs d'alt risc. Halima Cisse, amb 25 anys, esperava set infants, els que els metges havien identificat a les ecografies. El 30 de març del 2021, quan estava de 25 setmanes, la van ingressar a la clínica, procedent de Bamako, la capital de Malí, on es trobava ingressada a l'hospital 'Point G', després que els metges van decidir evacuar-la al Marroc per precaució, perquè temien per la seva salut i la dels nadons. La sorpresa es va donar en el part, que fou per cesària al cap de 30 setmanes, quan van néixer dos més, cinc nenes i quatre nens.
El naixement s'ha inscrit al Llibre de rècords Guiness. Fins al moment, el rècord verificat sanitàriament era un naixement del 2009, quan una dona nord-americana de 33 anys, Nadya Suleman, va donar a llum 8 criatures, fet que li va valdre el sobrenom d'"octomare".